# 압둘 라자크 (축구 선수)
압둘 라자크(프랑스어: Abdul Razak, 1992년 11월 11일 ~ )는 코트디부아르의 전 축구 선수이다. 또한 코트디부아르 축구 국가대표팀으로도 활약하였다.

## 클럽 경력

### 맨체스터 시티
2008년에 계약했던 크리스털 팰리스 유스를 떠나 2010년 7월에 맨체스터 시티 EDS 에 들어왔다. 그러나 그는 선발맴버로 기용되지 않았고 2011년 1월이 돼서야 EDS 의 선발맴버가 될 수 있었다. EDS에서의 첫 경기는 버리의 리저브 팀을 2:0으로 이긴 경기였다. 이경기가 있고 2일 후 마침내 라자크는 2011년 2월 5일에 있었던 웨스트 브롬위치와의 경기중 실바와 교체되어 맨체스터 시티에서의 데뷔 경기를 하게 된다. 라자크의 예기치 않은 1군 출전은 라자크를 1년 만에 맨시티 유스에서 졸업하게 하였고 라자크를 1군의 스쿼드에 추가되게 하였다.
2011년 10월 28일, 라자크는 포츠머스로 한달동안 임대로 보내졌다.
2012년 2월 17일, 팀 동료인 가이 애슐린과 함께 라자크는 브라이튼 앤 호브 로 3달동안 임대로 보내졌다.
2012년 9월 29일, 라자크는 찰튼으로 3달동안 임대로 보내졌다. 그러나 맨체스터 시티의 요청으로 2012년 10월 29일에 다시 맨체스터 시티로 돌아왔다.

## 선수 경력
| 리그 | 리그 | FA컵 | FA컵 | 리그컵 | 리그컵 | UEFA | UEFA | 그외 | 그외 | 토탈 | 토탈 |
| 출전 | 골   | 출전 | 골   | 출전   | 골     | 출전 | 골   | 출전 | 골   | 출전 | 골   |
| 14   | 0    | 0    | 0    | 4      | 0      | 0    | 0    | 0    | 0    | 18   | 0    |
| ---- | ---- | ---- | ---- | ------ | ------ | ---- | ---- | ---- | ---- | ---- | ---- |